# Gastronomia de l'Empordà
La cuina de l'Empordà tracta sobre el menjar i les begudes típics de la cuina empordanesa. Anomenada cuina del mar i la muntanya i a vegades "reserva gastronòmica" de Catalunya.
L'Empordà configura, amb l'excepció del Cap de Creus, una gran plana encaixonada entre el Pirineu, la serra de les Gavarres i les muntanyes del litoral de la Selva.
La cuina de l'Empordà és marcada per la seua naturalesa marítima, complementada amb zones de secà i zones de bosc de muntanya, i amb els aiguamolls dels deltes dels rius Muga, Fluvià i Ter. Els elements principals són el peix, el porc, l'embotit, l'aviram i les verdures. L'afluència de turisme ha creat un sector de restauració destacable, que ha impactat en l'oferta gastronòmica amb la creació de diversos restaurants d'alta gamma, entre els El Bulli de Ferran Adrià a Roses.
A continuació es detalla els elements més destacables de la gastronomia d'aquesta comarca:

## Tècniques culinàries

### Sofregit

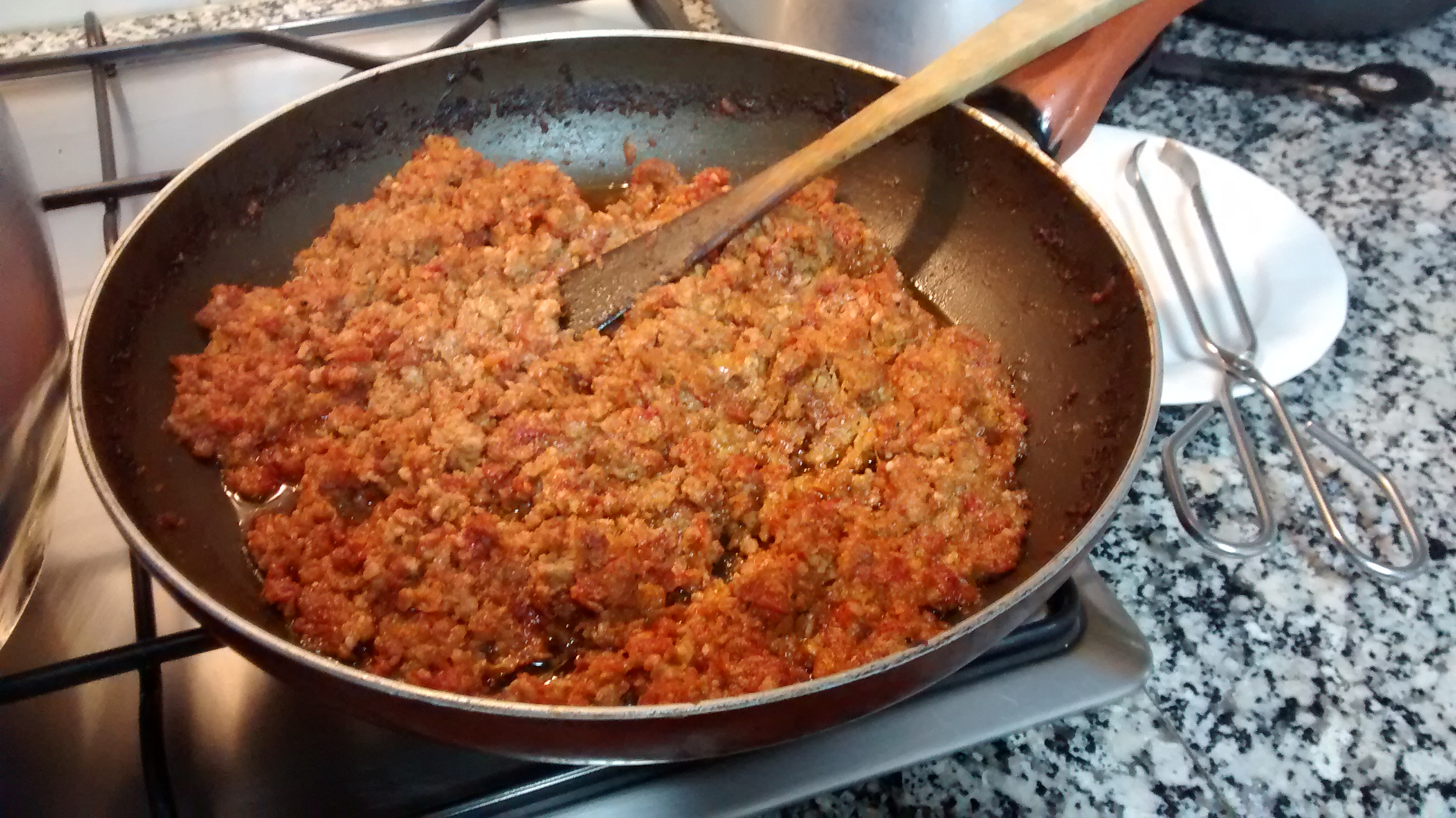
Sofregit

El sofregit és una tècnica culinària típica de l'Empordà. Consisteix a daurar una quantitat concreta de ceba tallada o picada en oli d'oliva dins d'una cassola. Un cop la ceba està daurada s'hi pot afegir all, julivert i tomata. Segons el plat que es vol fer, la ceba ha de quedar més o menys daurada. El sofregit s'ha de coure a foc lent.

### La picada
La picada s'elabora picant un element farinós que dona espessor, com per exemple pa, fruits secs, galeta..., amb un altre element que aromatitza, com l'all, el julivert, el safrà, ... Quan s'ha reduït tot a una pasta fineta es barreja amb líquid (aigua, brou, vi, ...). Tradicionalment la picada es fa amb el morter i la mà de morter. La funció de la picada, bàsicament, és lligar el plat (normalment, guisats, cassola) que s'està elaborant.

## Productes típics
L'Empordà està farcit de productes locals, alguns tradicionals i d'altres més moderns. El propi vi D.O. Empordà és un exponent principal del que es pot considerar producte local i de proximitat. A continuació s'exposa una selecció dels productes locals més arrelats a la zona, amb un alt interès gastronòmic i que es poden trobar als restaurants, botigues i mercats empordanesos. A més, constitueixen un ampli ventall de combinacions i maridatges amb els vins.
- Albergínia bonica: De color morat intens i brillant, té una forma ovalada i un sabor suau i poc amargant. Algunes opcions de preparació: escalivada, fregida o farcida amb carn i cuita al forn, entre altres preparacions.

- Arròs de Pals: El clima empordanès afavoreix una maduració més lenta de l'arròs, fent-lo de gran qualitat. Actualment hi ha unes 700 Ha. cultivades. La cocció el fa de textura molt agradable. Algunes opcions de preparació: a la cassola, caldós. També en paella. Bullit amb un gra d'all i amanit amb oli verge

- Bitxo: És una varietat de pebrot de color groc o verd pàl·lid, amb un sabor suau i una forma prima i allargassada. Algunes opcions de preparació: confitat amb vinagre i amanit amb oli, escalivat, també fregit i acompanyant un tall de carn a la planxa.

- Ceba de Figueres: De coloració rosada, lleugerament lilosa i sabor dolcenc. Algunes opcions de preparació: senzillament crua i amanida amb oli d'oliva verge. També escalivada.

- Escarola de cabell d'àngel: Escarola de mata petita i de fulla molt arrissada. Molt fina de sabor i poc amargant, té unes fulles de textura cruixent i molt agradable a la boca. Algunes opcions de preparació: trencada a mà, amanida amb oli d'oliva verge i un xic de sal. Uns talls de tomada madura i quatre olives fan la resta.

- Fesol de l'ull ros: Varietat de fesol molt antiga a l'Empordà. Amb una textura mantegosa i una pell gairebé imperceptible, ofereix un sabor suau i molt fi. Algunes opcions de preparació: bullit i amanit amb oli d'oliva verge i una punta de vinagre agredolç.

- Nap negre: Tot i la negror exterior la polpa és blanca. Carnós i més gustós que el blanc. És llarg i prim. Algunes opcions de preparació: lleugerament enfarinat i fregit. Guisat amb aviram o bé carn de porc.

- Olivada: Recepta típica mediterrània que es fa amb olives negres, oli d'oliva i sal. Algunes opcions de preparació: untada damunt una torrada de pa i també acompanyant plats de verdura o peix.

- Poma de Girona: Les pomes emparades sota aquesta IGP són conreades d'acord amb les normes de producció integrada. El clima influït per la proximitat del mar, amb una elevada insolació i oscil·lació tèrmica entre el dia i la nit, confereixen a aquestes pomes la seva qualitat. Algunes opcions de preparació: crua, al forn, en compota com a acompanyament de plats de carn.

- Salsífí: També anomenat salsafí a l'Empordà, és una arrel similar al nap, però de gust més fi. Molt tradicional a la zona. Textura ferma alhora que tova a la boca. Gust molt característic on s'hi troben subtils notes dolcenques i, sorprenentment, marines. Algunes opcions de preparació: lleugerament enfarinat i fregit, en truita o guisat amb aviram.

- Tomata de la pera: De polpa carnosa, pràcticament sense llavors, textura ferma, molt aromàtica i amb baixa acidesa. Algunes opcions de preparació: tallada a monges o rodanxes i amanida amb oli d'oliva verge. Pot afegir-s'hi un pols de sal, mai en excés.

- Anxova de l'Escala: En sentit estricte quan parlem de l'anxova ho estem fent del seitó preparat en salaó. La tècnica de salar els aliments per a poder conservar-los un temps perllongat, fou introduïda a casa nostra per les colònies gregues i perfeccionada posteriorment pels pobles romans. Algunes opcions de preparació: desespinades i rentades sota el raig d'aigua de l'aixeta per eliminar-ne l'excés de sal, es deixen solament els filets i s'amaneixen amb un bon raig d'oli d'oliva verge.

- Botifarra blanca o negra: Embotit cuit elaborat amb carn de porc, sal i pebre. La negra porta sang de porc. Color gris en el cas de la blanca i roig intens o marró fosc la negra, depenent de la quantitat de sang incorporada. Algunes opcions de preparació: com a entrant, amb pa amb tomata o a l'escudella i carn d'olla, aixafada amb la patata i el cigró.

- Botifarra de perol: Embotit cuit de carn de diferents parts del porc que rep el seu nom fent referència al recipient on es produeix la seva cocció. De color gris fosc, a la boca és de tacte melós i sabor pronunciat. Pot presentar aromes fumats si ha estat cuita amb llenya. Algunes opcions de preparació: just escalfada a la paella o a la brasa, perquè ja està cuita.

- Botifarra de sal i pebre: També dita botifarra crua o llonganissa, la botifarra vermella és un embotit cru de carn de porc. Tradicionalment lligada amb cordill, un cop cuita la textura és granada i cal trobar-hi el pebre sense malmenar l'expressió pròpia de la carn. Algunes opcions de preparació: és fantàstica a la brasa, al caliu amb un raig de vi negre i embolicada amb paper d'alumini o bé rostida amb altres carns.

- Gamba de Palamós: Les gambes han estat un producte tradicionalment pescat a les costes de Palamós i les d'altres viles litorals. Algunes opcions de preparació: amb una carn molt fina i saborosa, només cal preparar-la lleugerament passada per la planxa.

- Garoina: La garoina o garota té forma esfèrica i està coberta de punxes. De carn, sucosa, tova i de marcat sabor marí. Algunes opcions de preparació: crua només acompanyada d'un tall de pa.

- Paltruc blanc o negre: Embotit preparat com la botifarra blanca o negre però d'un calibre clarament major. Pot tenir un aspecte boterut i és molt gustós. Algunes opcions de preparació: llescat amb pa amb tomata. També damunt d'una torrada calenta que en desfaci una mica el greix, potenciant-ne el sabor.

- Pollastre de l'Empodà: Criat en corrals extensos, fa una carn d'alta qualitat. Algunes opcions de preparació: rostit sol o amb altres carns, preparat en croquetes, platillos o plats de mar i muntanya.

- Tellerina de Roses: Petit mol·lusc de forma triangular i closca lleugerament marronosa, amb un consum secular a la Costa Brava. Algunes opcions de preparació: per acompanyar alguns plats de peix a la cassola.

- Botifarra dolça: Tradicional a l'Empordà, aquesta botifarra està elaborada amb carn magra de porc, cansalada i sucre. Té un aspecte brillant. Algunes opcions de preparació: cuita en una cassola de fang amb un canó de canyella i torrades de llonguet eixut. Més actualment es fa amb poma. Assecada com un fuet és bona per a les postres.

- Brunyol de l'Empordà: Producte de pastisseria molt arrelat a la terra. A la vista són rossos i generalment, a l'Empordà, sense forat. L'aspecte intern és compacte i no especialment dens. De textura lleugerament elàstica, la nota aromàtica curiosa sol venir de la matafaluga que porta com a aromatitzant. Algunes opcions de consum: a qualsevol hora i a qualsevol lloc, per berenar o per postres.

- Flaona: Pasta farcida de crema en forma de mitja lluna. Aparentment dura, en boca és inicialment cruixent per esdevenir ràpidament un conjunt cremós i de textura molt agradable. Algunes opcions de consum: s'acostuma a prendre per esmorzar o berenar, però també per postres.

- Poma de relleno: Poma farcida de carn picada molt tradicional a la zona. Algunes opcions de consum: si bé tradicionalment es menjaven per postres, la consistència d'aquest plat avui l'ha desplaçat també com a plat principal. Destacar la Poma de relleno de Vilabertran, adherida a la marca de garantia productes de l'Empordà.[5]

- Recuit de drap: Formatge fresc de tipus mató, amb un color blanc molt uniforme i aspecte compacte. A la boca és tou, fins i tot una mica esponjós. Algunes opcions de consum: acompanyat amb confitures, mel o sucre.

- Xuixo: Pasta dolça cruixent al primer contacte, amb un cor de crema envoltat per fulls de pasta bufada. L'interior és amorós i d'una cremositat molt marcada. Algunes opcions de consum: sol, per esmorzar o berenar. També per postres.

- Pa de Tramuntana: Elaborat amb blats obtinguts amb tècniques de producció integrada en sòls agrícoles del Parc Natural dels Aiguamolls de l'Empordà. Són blats típicament mediterranis, adaptats a hiverns freds i humits i estius càlids i secs, uniformes en qualitat. Algunes opcions de consum: sucat amb tomata, ja sigui torrat o sense torrar.

- Oli DOP Empordà: L'Empordà és una zona amb una llarga tradició d'elaboració d'oli. L'oli DOP Empordà és un oli elaborat amb olives de varietats autòctones, com l'argudell, la corivell o la verdal, i també amb oliva arbequina. Algunes opcions de consum: cru, o com a agent per a fregits sempre evitant temperatures excessives.[6]

La picada més coneguda és la que es fa amb ametlles, galeta o pa torrat, all i julivert. Hi ha una gran varietat de picades.

### Begudes típiques
- La zona de l'Empordà constitueix una cultura enològica antiga. La garnatxa, el vi blanc de Peralada, el rosat d'Espolla, el negre de Capmany,[3] entre altres de la Denominació d'Origen Empordà

- El Cremat, un cafè amb rom flambé, és una beguda típica de la costa.[3]

## Altres plats
- Mar i muntanya (platillo)
- Ànec amb peres[8]
- Escudella i carn d'olla[9]
- Llagosta i pollastre amb sofregit.[9]
- Anxova salada al pot. És un producte tradicionalment fet per dones, qui afegien sal i pebre bo a les anxoves i les amuntegaven en capes.[9]
- Anxova confitada amb llesques.[9]
- Botifarra amb mongetes.[9]
- Botifarra dolça (amb sucre), un embotit original de l'Empordà.[9]
- Congre amb pèsols.[3]
- Dolços de les pastisseries de la Bisbal d'Empordà
- Arròs d'escórpora
- Poma de farcit
- Crema cremada
- Suquet de peix
- Caragols[3]
- Tortell
- Saltat de calamars amb popets i cansalada.[9]
- Arròs amb botifarra en caldo de peix.[9]
- Flaona de Figueres o de l'Empordà, és un pastisset farcit de crema o mató típic de tota l'àrea mediterrània (Menorca, Eivissa, Casqueta de Morella,[10] Xipre)[11]
- Pomes de relleno

### Brunyols

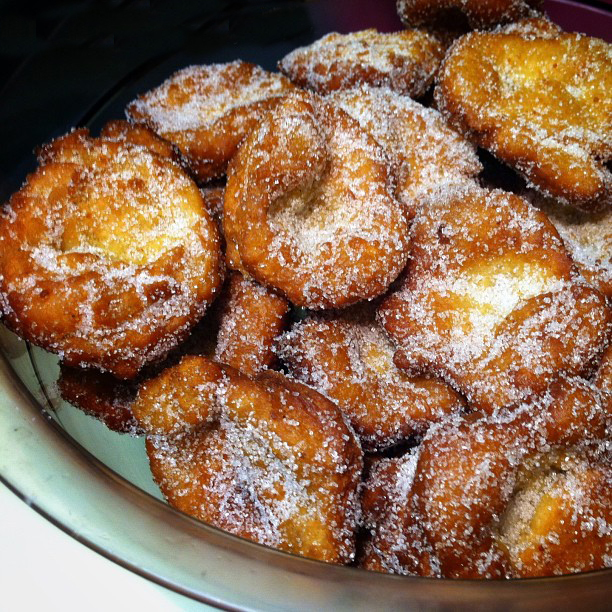
Brunyols

Els brunyols (segons la norma, bunyols) són uns dolços típics de l'Empordà. Segons expliquen els habitants dels pobles empordanesos a manera de tradició oral popular, aquests dolços es diuen brunyols en contraposició als bunyols per la forma que tenen: els brunyols són bunyols "mal fets", és a dir, no són rodons ni iguals entre ells. Per altra banda són un plat ben típic al País Valencià i les Illes Balears. Són unes boles de pasta airosa fregida i espolsada de sucre. A l'Empordà, el Dijous sant és la diada típica per fer-ne en família.
D'origen incert. Una versió els atribueix un origen àrab. però també s'explica que els van inventar fa segles uns frares de l'Empordà.

### Taps
Els taps són un dolç típic de Cadaqués, pa de pessic amb sucre i mantega, en forma de tap de cava, i ensucrats. Són dolços que es prenen en el berenar o flambejats amb rom a les postres.

### Truita de bullit
La truita de bullit que empra les verdures de l'ollada fregides, però sense ou.

### Coca
La coca és un producte artesanal típic de totes les comarques, que a l'Empordà adopta una varietat de formes. Una és la coca de pastanaga, a base d'ous, sucre, pell de llimona, panses, farina i pastanaga ratllada. És una coca que es menja freda.

## Ingredients bàsics

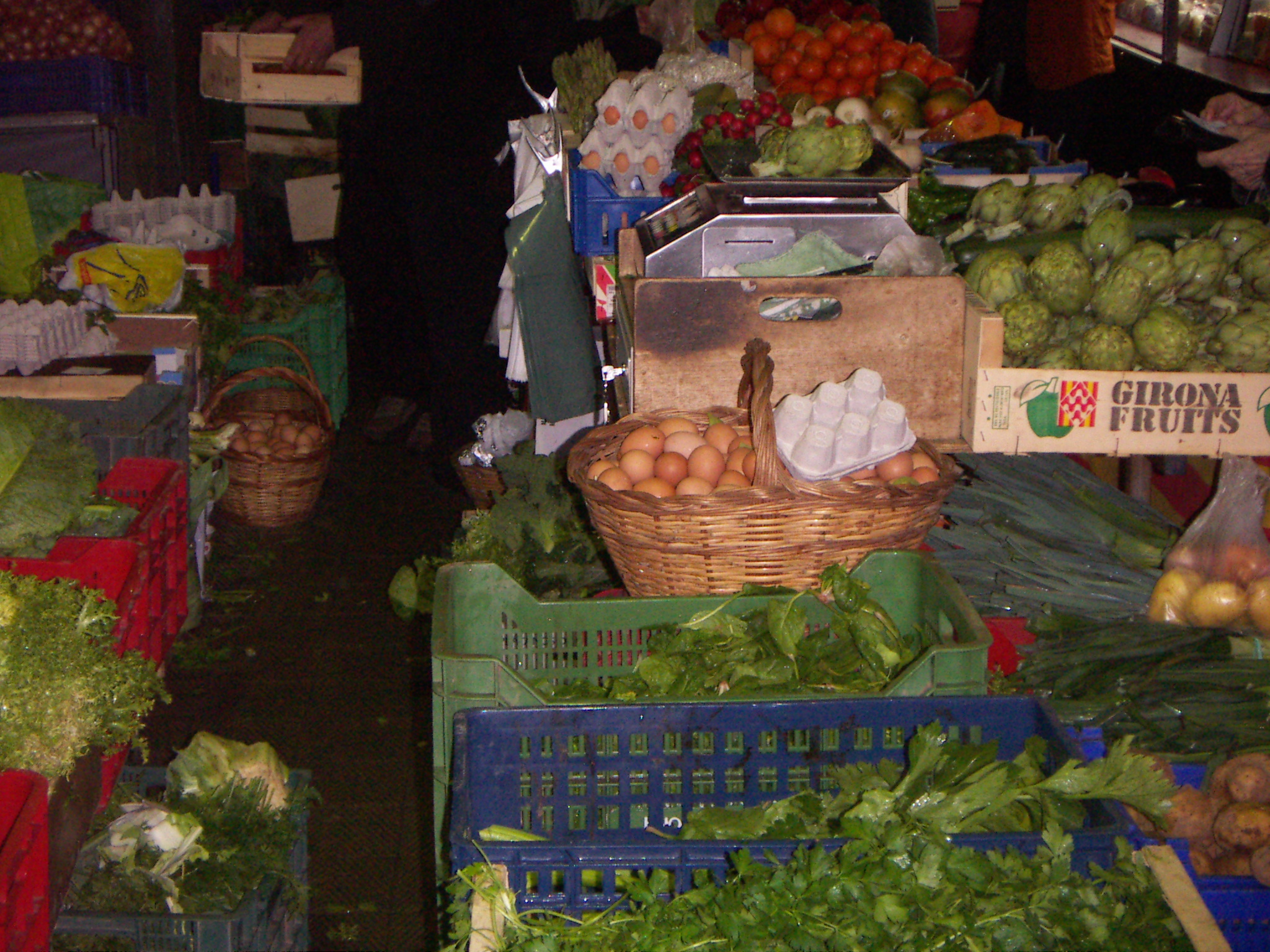
Productes de l'horta empordanesa en una parada del Mercat de Figueres

Les característiques geogràfiques de la comarca de l'Empordà ofereixen la més variada oferta de productes agrícoles, ramaders i marins.
Amb tota la Costa Brava de litoral que ofereix, cada vegada menys, una molt extensa varietat de productes des de la tonyina a la garoina, la plana amb conreus de secà i a la vegada regada per tres deltes (Muga, Fluvià i Ter)amb arrossars i amb un important filó d'un recurs natural de canyes (Arundo donax) famoses per la fabricació de llengüetes per instruments musicals, producte adient per un bon àpat, i fins fa poques dècades eren molt necessàries en el món rural per assecar embotits, formatges, raïms, bolets, i encara avui dia són utilitzades en el conreu amb màxima eficàcia per proveir als camps i les hortes de recés de Tramuntana, per abastar fruits (ametlles, olives, taronges, figues) i pel conreu de tomates, mongetes i altres productes de les excel·lents hortes, i de les vinyes de plana o de muntanya amb més història de Catalunya i que per fi es fan vins de qualitat (DO Empordà), així com l'oli d'oliva que produeixen les mil·lenàries oliveres del paisatge empordanès on hi abunden gran varietat de boscos, gràcies a les diferències d'altitud en poca distància on es va a buscar espàrrecs, romaní, farigola, castanyes, gers o el que hi hagi de temporada i sobretot a caçar bolets, els empordanesos, i altres també, diuen que el rovelló, quan la pineda és més a prop del mar, més gustós i exquisit és; també s'hi va a caçar senglars, perdius… a més la fama de la carn ha traspassat els seus límits geogràfics, ramats de xais, vedelles naturalment ben criades, pollastres de pagès, amb l'empresa pionera a Catalunya en oferir una àmplia gamma de productes d'ànec (foie gras sencer, "mi-cuit", mousse de foie, pernil d'ànec), gran producció de porcs, amb importants escorxadors. I en els darrers anys, gràcies a la immigració, important oferta de productes exòtics.

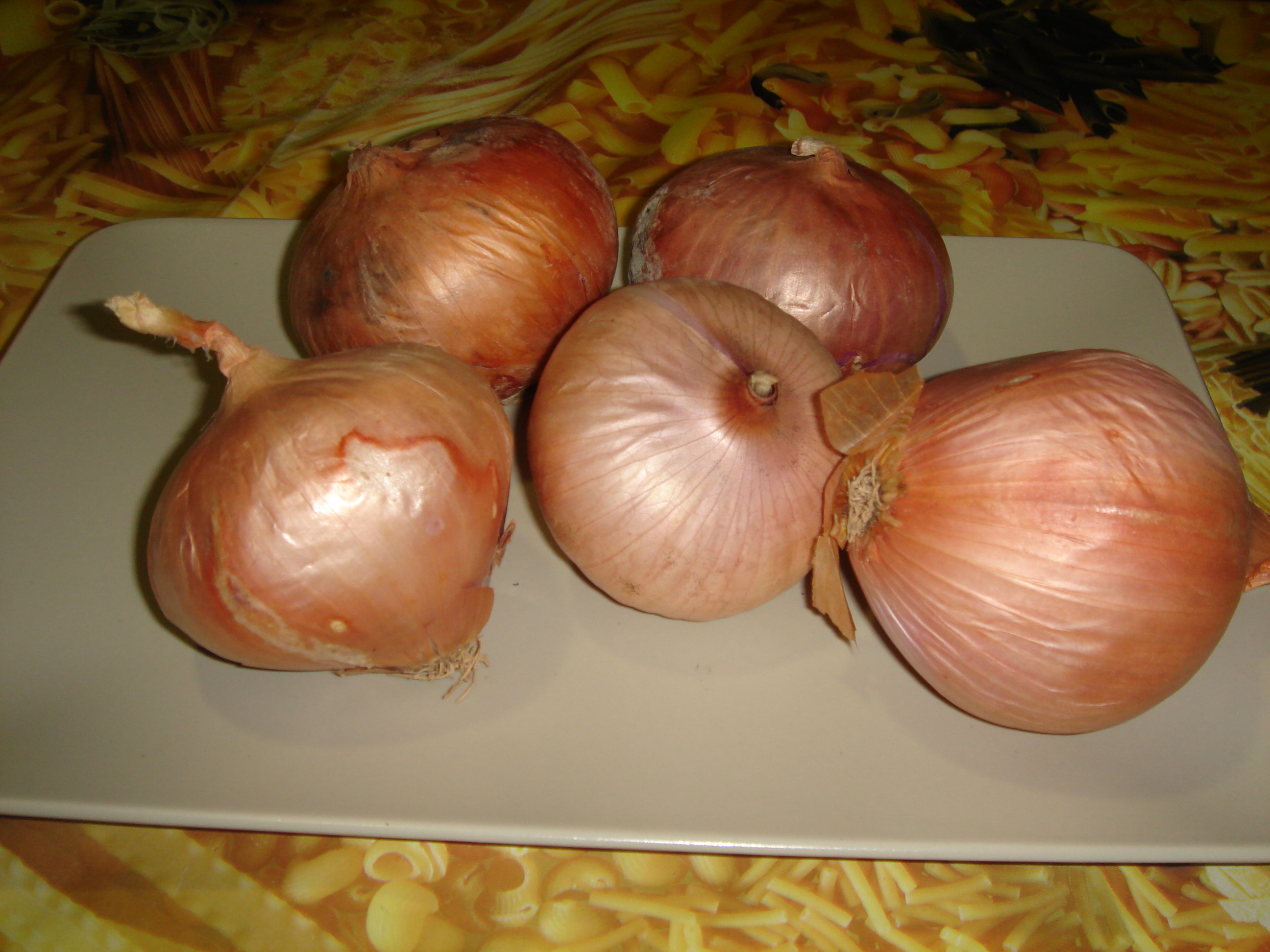
Ceba de Figueres

Els principals ingredients bàsics que es produeixen a la comarca són:
- Verdures: Totes les de l'horta mediterrània, Patata, Ceba de Figueres, escarola de cabell d'àngel, pèsols i faves de la Vall d'Aro,[15] fesol d'ull ros, albergínia bonica, també espàrrecs.
- Fruites: Raïm, poma, albercoc, cireres, figues, magranes.
- Cereals: blat, ordi, arròs
- Aviram: Ànec, oca, pollastre.
- Carn: Porc, xai, vedella.
- Peix i marisc: Anxova de Cadaqués i l'Escala, sèpia, congre, xanguet, garoines, musclos, anguiles, angules.
- Caragols.
- Bolets
- Embotits: llonganissa, botifarra, bull, botifarra dolça.
- Altres: Mel, oli d'oliva, vi, recuit de drap.
- Dolços: flaona, brunyols, tortell o rabassa de massapà.

## Fires gastronòmiques
- Menja't la figa!, mostra gastronòmica en que el 2008 14 restaurants de l'Alt Empordà han elaborat més de 125 receptes diferents amb figa.[16]
- Mostra de Cuina Grecoromana que se celebra a l'Escala les primeres dues setmanes de juny. A l'octubre s'hi fa una altra mostra gastronòmica.
- Jornades gastronòmiques a Empuriabrava al maig.[3]
- A Lladó es fa una fira de formatges més grans de l'Estat.[17]
- Mostra del vi i de gastronomia de l'Empordà a la Rambla de Figueres el cap de setmana proper a l'11 de setembre, des del 1984[18]
- Fira del bunyol de l'Empordà, per sant Josep, al centre de Figueres.
- Cabanyada de l'Empordà (Festival de música i fira-mercat de la canya) a Cabanes[19]
- Fira de l'Horta i la Poma de Relleno, a Vilabertran[20]
- Fira de l'oli i l'olivera pels carrers d'Espolla i Setmana "La cuina de l'olivera" a diferents restaurants de l'Alt Empordà.[21]
- Fira de la Garnatxa i el Brunyol de l'Empordà a Garriguella[22]
- Fira Arrels del Vi a Sant Martí d'Empúries[23]
- Fira de l'Oli de Ventalló[24]
- Fira de la Poma a l'Armentera
- Fira de la mel novella a Colera
- Fira de la ceba i del calçot de Vila-sacra
- Fira de la cirera de Llers
- Fira de la cirera de Terrades
- Fira de la Mongeta de Sant Llorenç de la Muga
- Fira de les herbes de Peratallada - Forallac[25]
- Fira de la cervesa artesana a Jafre el segon cap de setmana de juliol.[26]
- Festa de la Sal i l'Anxova de l'Escala.[27][28]
- Mercat dels Tortells a Bàscara el diumenge abans del dia de Rams.[29]
- Fira de l'espàrrec al Port de la Selva[30]
- Fira Gust a finals de març a Figueres, per promoure els productes de l'Empordà.[31]
- Mostra de Gastronomia Empordanesa el 12 d'octubre al pavelló dels Jardins del Castell de Peralada, concurs de platillos (ànec, pollastre, perdiu, xai, porc, vedella, peix, etc. amb verdures, bolets, peres, pomes, samfaina, marisc, etc.) i postres (cremes catalana, pomes al forn o farcides, pastisseria en general, etc.) per a cuiners i cuineres no professionals, centrat en la recuperació de plats de cuina tradicional empordanesa.[32]